# Ацетилтрансфераза

Хімічна структура ацетильної групи, пов’язаної із залишком R молекули.

Ацетилтрансфераза (або трансацетилаза) — це тип ферменту трансферази, який переносить ацетильну групу.
Ацетилтрансферази — це сімейство ферментів, які відіграють важливу роль у посттрансляційній модифікації білків, регуляції генів, метаболізмі та різноманітних біохімічних реакціях у клітинах. Ацетилтрансферази каталізують перенесення ацетильної групи від однієї молекули (зазвичай, ацетил-КоА) до іншої, зазвичай до білка, у процесі, відомому як ацетилювання.
Важливість ацетилтрансфераз виходить за межі фундаментальних біологічних процесів. Аномальна функція ацетилтрансферази була пов’язана з різними захворюваннями, включаючи онкопатологій, нейродегенеративні захворювання та метаболічні розлади. Розуміння функції та регуляції ацетилтрансферази може мати ключове значення для розробки терапевтичних стратегій для боротьби з цими станами.

## Історія
Перші задокументовані докази активності ацетилтрансферази датуються початком 20 століття, коли було відкрито холінацетилтрансферазу, фермент, необхідний для синтезу нейромедіатора ацетилхоліну. З тих пір було виявлено величезну кількість ацетилтрансфераз, кожна з яких відіграє унікальну роль у функціонуванні клітин.

## Молекулярна структура

### Основна будова
Ацетилтрансферази різноманітні за своєю структурою, але всі вони мають важливу ділянку, відому як кишеня зв’язування ацетил-КоА, яка сприяє зв’язуванню донора ацетильної групи, ацетил-КоА. Ці ферменти також мають область зв’язування субстрату, конструкція та структура якої змінюється залежно від конкретного субстрату, з яким фермент призначений для зв’язування та перенесення ацетильної групи.

### Ключові структурні компоненти та їх ролі
Більшість ацетилтрансфераз мають основний структурний мотив, мотив GNAT, названий на честь споріднених з Gcn5 N-АцетилТрансфераз. Мотив GNAT складається з шести-семи β-ланцюгів, розташованих у два листи та фланкованих різною кількістю α-спіралей. Саме в цій області ацетил-КоА і субстрат зв’язуються.
Кишеня для зв’язування ацетил-КоА зазвичай глибока і вузька, що забезпечує специфічне зв’язування ацетил-КоА. У цій кишені ключові залишки часто беруть участь у зв’язуванні через водневі зв’язки та гідрофобні взаємодії. Ділянка зв’язування субстрату, з іншого боку, суттєво відрізняється між різними ацетилтрансферазами, що відображає різноманітність їхніх субстратів.

### Варіабельність структур ацетилтрансферази
Хоча ацетилтрансферази мають спільну структуру ядра, вони також демонструють значну структурну різноманітність. Це необхідно для адаптації різних субстратів, на які вони діють, починаючи від малих молекул і закінчуючи великими білковими комплексами. Структурні варіації також сприяють унікальним режимам регуляції та утворенню мультиферментних комплексів.
Наприклад, гістонові ацетилтрансферази демонструють унікальні структурні адаптації, що дозволяють розпізнавати та ацетилювати специфічні залишки лізину на білках гістонів. Подібним чином різні ариламін-N-ацетилтрансферази мають унікальні петлеві структури для розміщення різноманітних ариламінових субстратів.

## Класифікація
Ацетилтрансферази — це різноманітні ферменти, які можна загалом класифікувати на три категорії на основі природи їхніх субстратів: N-ацетилтрансферази (NAT), O-ацетилтрансферази (OAT) і аміноацил-тРНК-ацетилтрансферази. Існує також категорія гістонових ацетилтрансфераз, які є класом N-ацетилтрансфераз, які специфічно діють на гістони.

### N-ацетилтрансферази

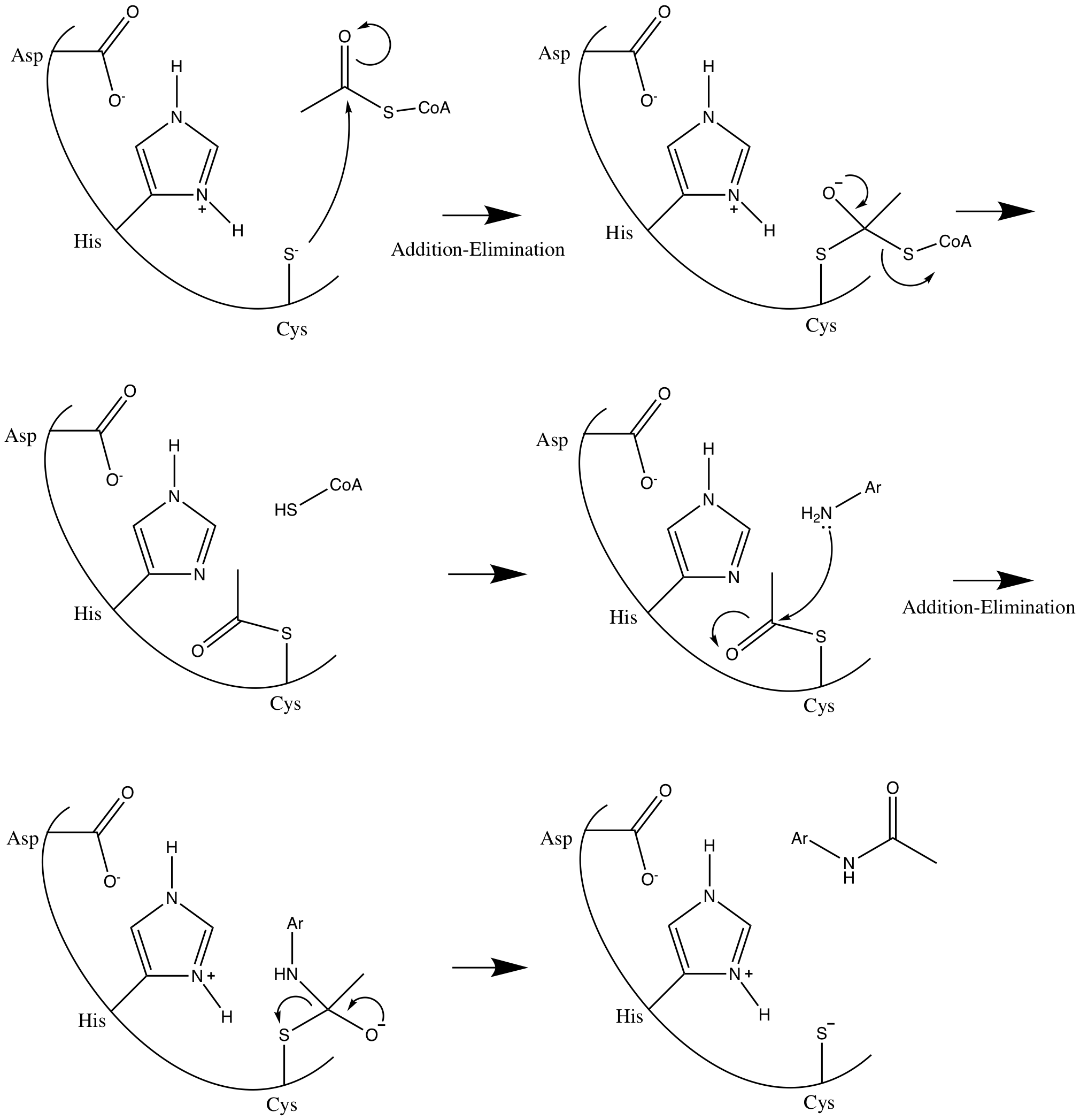
Механізм N-ацетилтрансферази в каталітичній тріаді Asp, His і Cys.

N-ацетилтрансферази (NAT) – це ферменти, які переносять ацетильну групу до атома азоту певної молекули. Вони відіграють важливу роль в ацетилюванні ариламінових і арилгідразинових препаратів і канцерогенів. NAT можна додатково класифікувати на два типи: NAT1 і NAT2. Кожен тип має чітку субстратну специфічність, тканинний розподіл і роль у патогенезі захворювання. NAT також включають вищезгадані NAT, які переносять ацетильну групу до ε-аміногрупи залишків лізину в білках гістонів, таким чином відіграючи критичну роль у регуляції транскрипції генів.

### О-ацетилтрансферази
О-ацетилтрансферази (ОАТ) каталізують перенесення ацетильної групи до атома кисню молекули. Ці ферменти були виявлені в різних організмах і брали участь у різноманітних біологічних процесах, включаючи синтез гормонів, метаболізм ліків і регуляцію клітинних функцій, таких як передача сигналу та стабільність білка.

### Аміноацил-тРНК-Ацетилтрансферази
Ці ферменти беруть участь в ацетилюванні аміноацильної групи молекул тРНК. Ацетилювання молекул тРНК відіграє певну роль у точності та ефективності синтезу білка. Аміноацил-тРНК-ацетилтрансферази були широко вивчені в контексті синтезу бактеріального білка, але їх роль в еукаріотичних клітинах також з’ясовується.

## Біохімічні механізми

### Кінетика ферменту та механізми реакції
Ацетилтрансферази каталізують перенесення ацетильної групи від донорної молекули, найчастіше ацетил-КоА, до акцепторної молекули, якою може бути невелика молекула або білок. Фундаментальний механізм цього перенесення включає нуклеофільну атаку на карбонільний вуглець ацетил-КоА з боку молекули акцептора, утворюючи тетраедричну проміжну сполуку, яка згодом руйнується, вивільняючи КоА та переносячи ацетильну групу до акцептора.

### Роль кофакторів
Хоча багато ацетилтрансфераз функціонують незалежно, певні ацетилтрансферази потребують наявності кофакторів для своєї діяльності. Наприклад, деякі гістонацетилтрансферази потребують присутності іонів цинку для оптимальної активності. Ці кофактори часто сприяють зв’язуванню ацетил-КоА або стабілізують фермент-субстратний комплекс, таким чином сприяючи реакції ацетилювання.

### Вплив факторів зовнішнього середовища
На активність ацетилтрансфераз може впливати низка факторів навколишнього середовища, включаючи рН, температуру та концентрацію ацетил-КоА й субстрату. Крім того, активність багатьох ацетилтрансфераз регулюється посттрансляційними модифікаціями та взаємодією з іншими білками.

## Роль в обміні речовин

### Ацетилювання білка
Ацетилювання, опосередковане ацетилтрансферазами, є важливою посттрансляційною модифікацією, яка регулює функцію багатьох білків. Ця модифікація може впливати на активність, стабільність і взаємодію білків, тим самим контролюючи широкий спектр клітинних процесів. Наприклад, ацетилювання метаболічних ферментів може безпосередньо регулювати їхню ферментативну активність і таким чином контролювати метаболічний потік.

### Метаболізм ацетил-КоА
Ацетил КоА служить центральним метаболітом у клітині, який залучений у різних метаболічних шляхах, включаючи цикл трикарбонових кислоти та синтез жирних кислот. Ацетилтрансферази відіграють вирішальну роль у регулюванні рівнів і наявності ацетил-КоА. Крім того, зміни в рівнях ацетил-КоА можуть впливати на активність ацетилтрансфераз, тим самим зв’язуючи клітинний метаболізм з ацетилюванням білка.

### Вплив на метаболізм ліків та токсинів
Деякі ацетилтрансферази, зокрема N-ацетилтрансферази NAT1 і NAT2, беруть участь у метаболізмі різних ліків і ксенобіотиків. Ці ферменти сприяють процесам детоксикації шляхом ацетилювання цих сполук, таким чином змінюючи їх біологічну активність і полегшуючи їх виведення з організму. Відмінності в активності NAT, зумовлені генетичними варіаціями, можуть суттєво впливати на індивідуальні відповіді на певні терапевтичні препарати.

## Роль в епігенетиці

### Ацетилювання гістонів і експресія генів
Однією з найбільш вивчених функцій ацетилтрансфераз є їх роль у регуляції експресії генів на рівні епігенетики та епігеноміки. Гістонові ацетилтрансферази ацетилюють залишки лізину на білках гістонів, зменшуючи електростатичне притягання між гістонами та ДНК, тим самим послаблюючи структуру хроматину. Ця зміна в архітектурі хроматину дозволяє залучати механізми транскрипції та подальшу ініціацію транскрипції генів, відіграючи значну роль у регуляції експресії генів.

### Ремоделювання хроматину
Ацетилтрансферази відіграють ключову роль у ремоделюванні хроматину, процесі, критичному для діяльності на основі ДНК, такої як транскрипція, реплікація та репарація. Ацетилювання гістонів ацетилтрансферазами модифікує структуру нуклеосом, уможливлюючи доступ факторів транскрипції до певних ділянок ДНК. Крім того, ацетилтрансферази також взаємодіють і модулюють функцію АТФ-залежних комплексів ремоделювання хроматину, таким чином додатково впливаючи на структуру та функцію хроматину.

### Репарація ДНК
Ацетилювання пов’язане з механізмами репарації ДНК. Пеані ацетилтрансферази безпосередньо залучаються до місць пошкодження ДНК. Наприклад, ацетилтрансфераза Tip60 бере участь в ацетилюванні та активації АТМ-кінази, основного регулятора відповіді на пошкодження ДНК. Це підкреслює роль ацетилтрансфераз у збереженні цілісності геному.

## Роль в патології та терапії

### Онкопатології
Аберації в ацетилюванні були причетні до різних видів онкопатологій, оскільки нерегульоване ацетилювання може призвести до аномальної експресії генів. Було виявлено, що деякі гістонацетилтрансферази, такі як p300/CBP і GCN5, мутовані або надмірно експресуються в різних типах раку і можуть діяти як онкогени або супресори пухлин, залежно від контексту.
Інгібітори, націлені на ацетилтрансферази, такі як інгібітори p300/CBP, показали перспективу в доклінічних дослідженнях для різних типів раку. Крім того, також вивчається їх корисність у комбінованій терапії для подолання стійкості до ліків.

### Неврологічні розлади
Ацетилювання гістонів є критичним регулятором пам'яті та синаптичної пластичності. Порушення регуляції ацетилювання гістонів, потенційно через зміни активності ацетилтрансферази, було причетно до нейродегенеративних захворювань, таких як хвороби Альцгеймера та Гантінгтона, а також психічних розладів, таких як депресія та залежність.
Активатори гістонацетилтрансферази досліджуються на предмет їх потенціалу для полегшення когнітивного дефіциту при хворобі Альцгеймера.

### Імунна відповідь та запалення
Ацетилювання, опосередковане ацетилтрансферазами, може регулювати функцію різних імунних клітин і запальних реакцій. Наприклад, ацетилювання транскрипційного фактора NF-kB модулює його активність і згодом експресію запальних генів. Порушення регуляції ацетилювання внаслідок змін активності ацетилтрансферази може призвести до хронічного запалення та аутоімунних захворювань.
Модулювання ацетилювання NF-kB, критичного регулятора запальних реакцій, може запропонувати терапевтичні переваги при таких захворюваннях, як ревматоїдний артрит і астма.

## Експериментальні методи дослідження

### Ферментний аналіз
Ферментний аналіз є основою для вивчення активності ацетилтрансферази. До них належать колориметричні, флуорометричні та радіометричні аналізи, які вимірюють виробництво КоА, звичного побічного продукту ацетилтрансферазних реакцій. Запровадження більш складних методів, таких як високоефективна рідинна хроматографія (ВЕРХ) і мас-спектрометрія, дозволило більш точно аналізувати активність ацетилтрансферази.

### Методи структурної біології
Такі методи, як рентгенівська кристалографія, ЯМР-спектроскопія та кріоелектронна мікроскопія, надають детальну структурну інформацію про ацетилтрансферази, сприяючи розумінню їхнього механізму дії та дизайну специфічних інгібіторів. Ці методи були вирішальними для розуміння субстратної специфічності, зв’язування кофакторів і каталітичного механізму ацетилтрансфераз.

### Геномні та протеомні методи
Такі методи, як ChIP-seq (імунопреципітаційне секвенування хроматину), дозволяють картувати сайти зв’язування ацетилтрансферази в масштабах геному, надаючи розуміння регуляторних мереж генів, які контролюються цими ферментами. Протеомні методи, включаючи мас-спектрометрію, дозволяють ідентифікувати та кількісно визначити ацетильовані білки, допомагаючи у вивченні субстратів ацетилтрансферази та впливу ацетилювання на функцію білка.

### Генетичні методи
Такі методи, як РНК-інтерференція (RNAi) і редагування генів CRISPR-Cas9, можна використовувати для вивчення ролі специфічних ацетилтрансфераз у клітинних процесах шляхом уможливлення нокдауну або нокауту специфічних генів ацетилтрансфераз.

## Перспективні напрямки досліджень

### Струткурна біологія
Використання більш просунутих методів структурної біології, таких як кріоелектронна мікроскопія та одночастинкова електронна мікроскопія, уможливило картографування ацетилтрансфераз з високою роздільною здатністю, надаючи розуміння їхньої субстратної специфічності, каталітичного механізму та взаємодії з іншими білками. Подальша робота буде продовжувати використовувати ці методи для вивчення ацетилтрансфераз у більш складних системах, включаючи їх взаємодію з хроматином та іншими білковими комплексами.

### Розробка модуляторів ацетилтрансферази
Нещодавня розробка потужних і селективних модуляторів малих молекул для ацетилтрансфераз, включаючи як активатори, так і інгібітори, розширила наше розуміння біології ацетилтрансфераз і має потенційні терапевтичні наслідки. Подальший розвиток цих модуляторів, включаючи покращення їх селективності та розуміння їх механізмів дії, буде важливим напрямком майбутніх досліджень.

### Ацетилтрансферази в ацетилюванні негістонових білків
Хоча велика частина досліджень ацетилтрансфераз зосереджена на ацетилюванні гістонів, останні дослідження почали досліджувати роль ацетилтрансфераз в ацетилюванні негістонових білків. Майбутні дослідження, ймовірно, продовжуватимуть досліджувати ці негістонові мішені та функціональні наслідки їх ацетилювання.

### Роль ацетилтрансфераз в інших біологічних процесах
Нові дослідження показали, що ацетилтрансферази можуть брати участь в інших біологічних процесах, окрім регуляції генів і метаболізму, включаючи репарацію ДНК, регуляцію клітинного циклу та процесинг РНК. Подальші дослідження продовжуватимуть вивчати ці потенційні ролі.

## Приклади ацетилтрансфераз
- Гістонацетилтрансферази, включаючи гістонацетилтрансферазу CBP
- Холінацетилтрансфераза
- Хлорамфеніколацетилтрансфераза
- Серотонін-N-ацетилтрансфераза
- Ацетилтрансфераза NatA
- NatB ацетилтрансфераза